# Heteronucia mesanensis
Heteronucia mesanensis is een krabbensoort uit de familie van de Leucosiidae. De wetenschappelijke naam van de soort is voor het eerst geldig gepubliceerd in 1909 door Rathbun.